# University of Cambridge
University of Cambridge – brytyjski uniwersytet państwowy w Cambridge we wschodniej Anglii.
Jest to drugi po Uniwersytecie Oksfordzkim najstarszy angielski uniwersytet (i trzeci na świecie, spośród nadal istniejących), założony w 1209 roku. Należy do najlepszych uczelni w Europie i na świecie  . Został utworzony przez grupę byłych wykładowców Oksfordu i ma z nim wiele cech wspólnych. Stąd oba uniwersytety bywają określane wspólną nazwą Oxbridge.

## Struktura
Uniwersytet jest konfederacją fakultetów, wydziałów i kolegiów . Nadzór nad całością sprawuje administracja centralna na czele z wicekanclerzem.

### Kolegia (Colleges)
Każde z kolegiów jest niezależną, samorządną instytucją, dysponującą własnym majątkiem i samodzielnie pozyskującą fundusze (kolegia nie są dotowane przez państwo) oraz prowadzącą nabór studentów. Członkami kolegium są rektor, wykładowcy i naukowcy (fellows) oraz studenci (scholars), reprezentujący różne dziedziny nauki i tworzący społeczność. Rolą kolegium jest zapewnienie odpowiednich warunków bytowych swoim członkom oraz nadzór nad ich rozwojem zawodowym i procesem edukacji. Częściowo zajmują się też one kształceniem w formie prowadzonych w małych grupach seminariów (supervisions). Wykłady, ćwiczenia praktyczne, egzaminy oraz badania naukowe są domeną wydziałów uniwersytetu (niegdyś była to również rola kolegiów).
Uniwersytet tworzy 31 autonomicznych kolegiów:
| Kolegium           | Rok powstania | Tytuł rektora | Liczba studentów | Liczba Nagród Nobla |
| ------------------ | ------------- | ------------- | ---------------- | ------------------- |
| King’s             | 1441          | Provost       | 561              | 8                   |
| Trinity            | 1546          | Master        | 1136             | 33                  |
| St John’s          | 1511          | Master        | 904              | 10                  |
| Peterhouse         | 1284          | Master        | 370              | 5                   |
| Clare              | 1326          | Master        | 679              | 3                   |
| Pembroke           | 1347          | Master        | 618              | 3                   |
| Gonville and Caius | 1348          | Master        | 748              | 12                  |
| Trinity Hall       | 1350          | Master        | 616              | 1                   |
| Corpus Christi     | 1352          | Master        | 467              | 1                   |
| Queens’            | 1448          | President     | 830              |                     |
| St Catharine’s     | 1473          | Master        | 636              |                     |
| Jesus              | 1496          | Master        | 812              | 3                   |
| Christ’s           | 1437          | Master        | 605              | 3                   |
| Magdalene          | 1428          | Master        | 518              | 2                   |
| Emmanuel           | 1584          | Master        | 653              | 3                   |
| Sidney Sussex      | 1596          | Master        | 572              | 5                   |
| Downing            | 1800          | Master        | 601              |                     |
| Girton             | 1869          | Mistress      | 647              |                     |
| Newnham            | 1871          | Principal     | 561              |                     |
| Selwyn             | 1882          | Master        | 613              |                     |
| Fitzwilliam        | 1966          | Master        | 680              | 6                   |
| Churchill          | 1958          | Master        | 726              | 7                   |
| Murray Edwards     | 1954          | President     | 490              |                     |
| Darwin             | 1964          | Master        | 463              | 2                   |
| Wolfson            | 1965          | President     | 689              |                     |
| Clare Hall         | 1966          | President     | 163              |                     |
| Robinson           | 1977          | Warden        | 552              |                     |
| Lucy Cavendish     | 1965          | President     | 274              |                     |
| St Edmund’s        | 1896          | Master        | 513              |                     |
| Hughes Hall        | 1885          | President     | 504              |                     |
| Homerton           | 1768          | Principal     | 897              |                     |

1. ↑  Kolejność kolegiów odpowiada kolejności, w jakiej ich studenci są przedstawiani wicekanclerzowi podczas ceremonii nadawania tytułów naukowych: najpierw trzy kolegia królewskie, następnie kolegia w kolejności dat ich powstania lub włączenia do uniwersytetu.
2. ↑  Ze względu na różnorodność tytułów, rektorzy zbiorowo określani są jako Heads of Houses (pol. Głowy Domów).

Większość kolegiów przyjmuje studentów obydwu płci na wszystkich poziomach studiów i na wszystkie kierunki. Są jednak wyjątki:
- Murray Edwards i Newnham przyjmują wyłącznie kobiety
- Lucy Cavendish przyjmuje wyłącznie kobiety, studentki studiów magisterskich lub w wieku powyżej 21 lat
- Darwin i Clare Hall przyjmują wyłącznie studentów studiów magisterskich i podyplomowych
- Wolfson, Hughes Hall i St Edmund’s przyjmują tylko studentów studiów magisterskich i podyplomowych lub w wieku powyżej 21 lat

Ponadto niektóre kierunki studiów nie są dostępne w części kolegiów.

### Szkoły, wydziały i fakultety
Rolą fakultetów (Faculties) jest organizacja nauczania i badań naukowych. Zwykle praca ta jest rozłożona na podjednostki nazywane wydziałami (Departments) oraz różnego rodzaju centra naukowe.
Fakultety, wraz z podlegającymi im wydziałami i innymi jednostkami, zgrupowane są w sześciu szkołach (Schools) pełniących rolę administracyjną:
- Arts and Humanities – kierunki artystyczne (3256 studentów w roku akademickim 2015/16)[1]
- Biological Sciences – biologia i nauki pokrewne (2588)
- Clinical Medicine – nauki medyczne (1040)
- Humanities and Social Sciences – nauki społeczne (4921 studentów)
- Physical Sciences – fizyka i nauki ścisłe (3031)
- Technology – nauki techniczne (3635)

Każda ze szkół ma swoją radę (Council), w której zasiadają przedstawiciele tworzących ją instytucji. Z kolei przedstawiciele szkół zasiadają w Komisji Głównej.

### Administracja centralna
Centralna administracja uczelni zajmuje budynek Senate House oraz sąsiadujący z nim od strony zachodniej kompleks budynków otaczających dwa dziedzińce (Old Schools).

#### Kanclerz (Chancellor) i wicekanclerz (Vice-Chancellor)

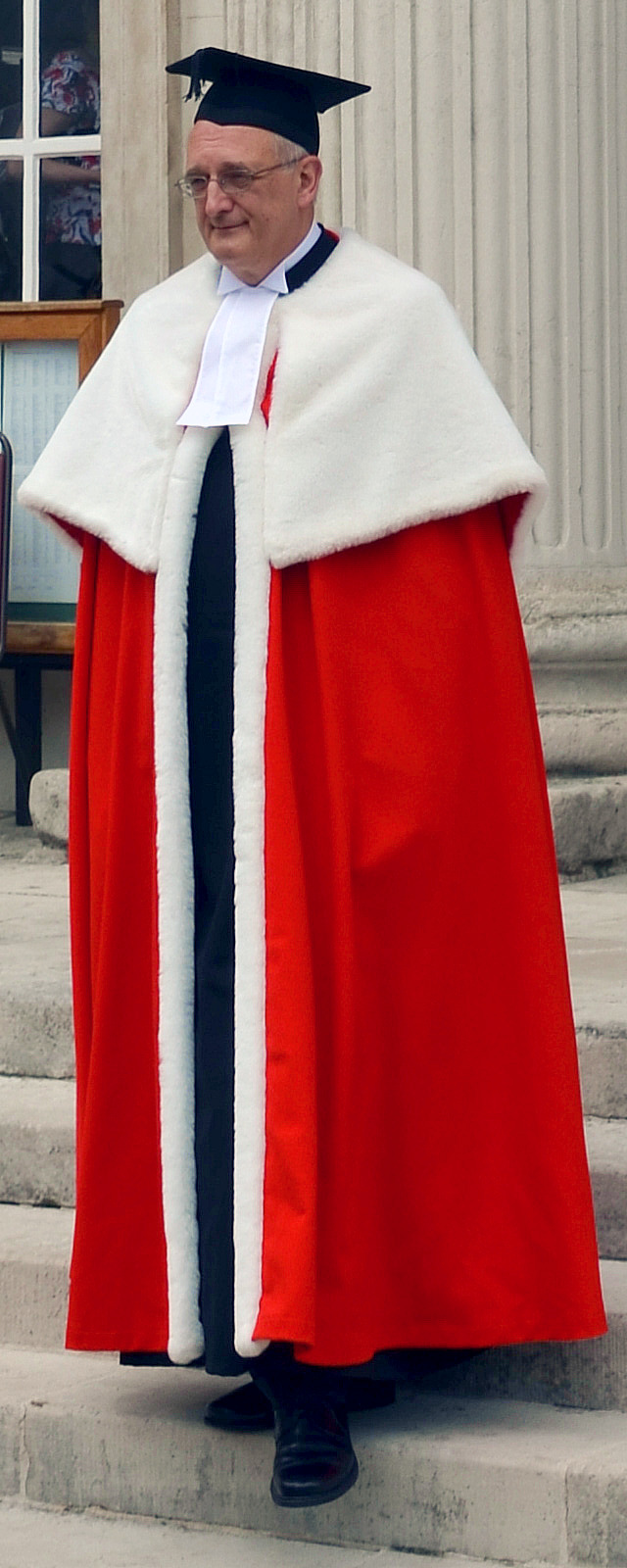
Wicekanclerz od 2010 do 2017 Leszek Borysiewicz

Wybierany przez Senat kanclerz jest statutową głową uniwersytetu, ale jego rola jest jedynie ceremonialna. Urząd ten pełniony jest dożywotnio. Aktywność publiczna kanclerza ogranicza się do uroczystego przyznawania honorowych stopni naukowych w trakcie urządzanej raz w roku uroczystości. Odbywa też ceremonialne wizytacje fakultetów oraz dokonuje otwarć nowych budynków i wydziałów. Po raz pierwszy kanclerza powołano w roku 1226. Obecny kanclerz, wybrany w październiku 2011 lord Sainsbury of Turville, jest 108 osobą pełniącą tę funkcję.
Wicekanclerz wybierany jest na siedmioletnią kadencję. Jest on najważniejszym urzędnikiem uniwersytetu zarówno w sferze administracyjnej, jak i akademickiej. Posiada najwyższą władzę wykonawczą. Obecnym wicekanclerzem, wybranym w październiku 2017, jest Stephen Toope.
Po raz pierwszy wicekanclerza powołano w roku 1275. Początkowo jego zadaniem było jedynie zastępowanie kanclerza podczas jego nieobecności lub śmierci, stąd wicekanclerze powoływani byli ad hoc. Od połowy XV wieku kanclerz zajmował się dbaniem o interesy uniwersytetu na dworze królewskim i był stale nieobecny – jego obowiązki administracyjne przejął w tym okresie wicekanclerz.

#### Prowicekanclerze (Pro-Vice-Chancellors)
Pięciu prowicekanclerzy powołuje się jako pomocników wicekanclerza. Wraz z Radą decyduje on o zakresie obowiązków każdego z nich. Urząd prowicekanclerza sprawowany jest przez 6 lat.

#### Registrariusz (The Registrary)
Registrariusz jest urzędnikiem odpowiedzialnym za działania służb obsługujących uniwersytet, niemających bezpośredniego związku z jego działalnością akademicką. Pełni on rolę szefa administracji uniwersyteckiej. Jest z urzędu sekretarzem Rady. Zgodnie ze statutem, odpowiada on za utrzymywanie rejestru członków uniwersytetu, a także immatrykulowanych studentów, nadanych stopni i dyplomów.
Urząd registrariusza jest unikatowy dla Uniwersytetu w Cambridge . Pierwszy registrariusz został powołany w 1506 i do jego zadań należał między innymi nadzór nad skarbcem uniwersytetu (University Chest, dosł. skrzynia uniwersytecka) oraz sporządzanie i utrzymywanie rejestrów studentów i absolwentów.

#### Proktorzy (Proctors)
Co roku wybiera się dwóch proktorów spośród kandydatów zaproponowanych przez kolegia. Choć jest to jeden z najstarszych urzędów uniwersytetu – pierwsi proktorzy (wówczas nazywani rektorami) byli powoływani już w połowie XIII wieku, wcześniej niż wicekanclerze, i byli najważniejszymi urzędnikami obok kanclerza – ich rola jest obecnie głównie ceremonialna. Odpowiadają też oni za utrzymanie dyscypliny wśród studentów i porządku na terenie uczelni oraz organizują egzaminy. W pracy są wspomagani przez dwóch proproktorów oraz dwóch zastępców proktorów. Zwykle najpierw przez rok sprawowany jest urząd proproktora, przez kolejny proktora i na koniec przez rok – zastępcy proktora. Atrybutem proktora jest trzymana przez niego podczas oficjalnych uroczystości księga zawieszona na łańcuchu.

#### Izba Regentów (The Regent House)

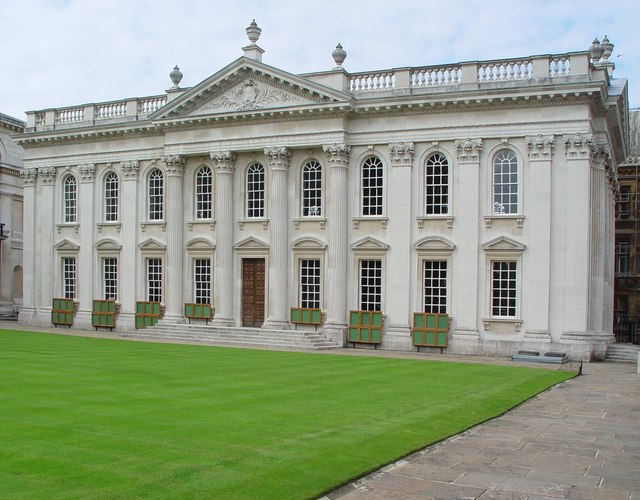
Senate House – siedziba władz centralnych uniwersytetu. Zielone tablice służą do wywieszania wyników egzaminów

Jest to naczelny kolegialny organ zarządzający uniwersytetu. Rolą Izby Regentów jest zatwierdzanie wszelkich aktów prawnych oraz istotnych decyzji podejmowanych na uczelni. Zatwierdza też doroczne sprawozdania finansowe, a także wybiera członków Rady Uniwersytetu i Komisji Kontrolnej. W skład Izby Regentów wchodzi około 5000 członków:
- kanclerz, wysoki namiestnik (High Steward), zastępca wysokiego namiestnika, zewnętrzni członkowie rady
- rektorzy kolegiów
- członkowie (Fellows) kolegiów spełniający warunek rezydencji (czyli mieszkający w odległości nie większej niż 20 mil od kościoła uniwersyteckiego)
- urzędnicy uniwersytetu
- inni pracownicy uniwersytetu spełniający odpowiednie wymagania jego statutu.

Oficjalne zebrania Izby Regentów (a także Senatu), zwoływane przez kanclerza lub wicekanclerza, nazywane są kongregacjami (Congregations).

#### Senat (Senate)
Do 1926 był to najważniejszy organ zarządzający. Następnie jego prerogatywy przejęła Izba Regentów. Do zadań współczesnego Senatu należy wybór kanclerza oraz wysokiego namiestnika. Członkami Senatu są wszyscy członkowie Izby Regentów, kanclerz, wicekanclerz oraz wszyscy członkowie uniwersytetu mający stopień magistra lub wyższy.

#### Rada Uniwersytetu (University Council)
Rada sprawuje ogólny nadzór nad administracją uniwersytetu, określa jego misję, planuje pracę i zarządza zasobami uczelni. Zarządza też ona działalnością charytatywną uniwersytetu. W skład rady wchodzi kanclerz, wicekanclerz, 19 członków z wyboru oraz 4 członków zewnętrznych. Funkcję sekretarza Rady Uniwersytetu pełni registrariusz.

#### Komisja Główna (General Board)
Komisja Główna odpowiada za kwestie związane z organizacją działalności naukowej i edukacyjnej uniwersytetu.

## Działalność akademicka

### Nauczanie
W 2017 uniwersytet proponował 65 kierunków studiów licencjackich w 30 dziedzinach wiedzy. W roku akademickim 2015/16 na uczelni studiowało 19 660 osób: 12 220 na studiach licencjackich i 7440 na studiach magisterskich. 33,2% studentów pochodziło spoza Wielkiej Brytanii (z tego 12,3% z krajów Unii Europejskiej, a 20,9% z pozostałych krajów świata) .
Od co najmniej 1456 rok akademicki w Cambridge podzielony jest na trymestry:
- Michaelmas, 1 października – 19 grudnia
- Lent, 5 stycznia – 25 marca (24 marca w latach przestępnych)
- Easter, 10 kwietnia – 18 czerwca (17 kwietnia – 25 czerwca, jeśli niedziela wielkanocna wypada 20 kwietnia lub później)

Pierwsze ¾ (Full Term) każdego trymestru poświęcone jest na wykłady i ćwiczenia. Studenci studiów licencjackich zobowiązani są do zamieszkiwania w tym czasie w pobliżu uniwersytetu, czyli w promieniu trzech mil (4,82 km) od kościoła St Mary the Great w centrum miasta. Wykłady i ćwiczenia organizowane są przez fakultety, przy czym uczęszczają na nie wspólnie studenci różnych kierunków (np. medycyny i weterynarii). Utrwaleniu wiedzy zdobytej na wykładach i sprawdzeniu postępów w nauce służą „superwizje” przeprowadzane kilka razy w tygodniu na terenie kolegiów przez ich członków. Bierze w nich udział nie więcej niż trzech studentów jednocześnie, a polegają one na omawianiu uprzednio zadanych prac pisemnych lub odpytywaniu z zagadnień związanych z kierunkiem studiów.
Egzaminy na stopień licencjata są dwu- lub trzyetapowe i noszą tradycyjną nazwę Tripos(es).

### Badania naukowe
Fakultety i wydziały uniwersytetu, których jest ponad 100, prowadzą badania w większości dyscyplin akademickich. Interdyscyplinarna współpraca między wydziałami koordynowana jest przez specjalnie do tego powołane instytucje: Strategic Research Initiatives & Networks (Instytucje i Sieci Badań Strategicznych) oraz cztery centra badań interdyscyplinarnych.
Uniwersytet koordynuje też poprzez organizację Cambridge Network prace w stworzonym przez siebie w 1960 klastrze technologicznym. Rolą uczelni jest dostarczanie technologii i wiedzy. W ramach klastra działają także ośrodki stworzone przez poszczególne kolegia, z których najważniejsze to Cambridge Science Park, utworzony na początku lat 70. XX wieku przez kolegium Trinity, oraz St John’s Innovation Centre należące do kolegium St John’s.

### Wydawnictwo
Wydawnictwo Cambridge University Press działa od roku 1534 na mocy edyktu króla Henryka VIII. Jest najstarszym nieprzerwanie działającym wydawnictwem na świecie. Zajmuje się wydawaniem pozycji naukowych i edukacyjnych, adresowanych do odbiorców na całym świecie. W swojej ofercie wydawnictwo ma ponad 53 000 tytułów książek oraz ponad 350 czasopism naukowych.

### Inne formy działalności

#### Biblioteki
W 2017 na terenie Uniwersytetu w Cambridge działało 117 bibliotek: centralna Biblioteka Uniwersytetu w Cambridge oraz 39 bibliotek kolegialnych i 77 wydziałowych.

#### Muzea
Uniwersytet prowadzi siedem muzeów:
- Muzeum Archeologii i Antropologii (Museum of Archaeology and Anthropology)
- Muzeum Archeologii Klasycznej (Museum of Classical Archaeology)
- Muzeum Nauk o Ziemi Sedgwicka (Sedgwick Museum of Earth Sciences)
- Muzeum Fitzwilliam (Fitzwilliam Museum)
- Muzeum Historii Nauki Whipple’a (Whipple Museum of the History of Science)
- Muzeum Polarnictwa (Polar Museum)
- Muzeum Zoologii (Museum of Zoology)

Do konsorcjum muzeów Uniwersytetu w Cambridge należy też galeria sztuki Kettle’s Yard.

#### Ogród botaniczny
Ogród Botaniczny Uniwersytetu w Cambridge założony został w 1846. Dla celów edukacyjnych i badawczych gromadzi ponad 8000 gatunków roślin z całego świata.

## Siedziba i budynki
Nie można wskazać konkretnej lokalizacji uniwersytetu, gdyż przez wieki jego budynki i tereny poprzerastały tkankę miasta i jego okolic tak, że przeplatają się one z zabudową i infrastrukturą miejską. Siedzibą władz centralnych jest Senate House wraz z przyległymi do niego Old Schools. Innym elementem architektury Cambridge związanym z uczelnią jest kościół St Mary’s the Great, którego wieża stanowi punkt widokowy. Instytucją służącą zarówno społeczności lokalnej, jak i akademickiej jest szpital Addenbrooke’s Hospital.
Budynki najstarszych kolegiów skupione są w centrum miasta nad brzegiem rzeki Cam, ale wiele należących do nich nieruchomości rozsianych jest po Cambridge i jego okolicach. Opisy architektury, nieraz bardzo ciekawej, kolegiów można znaleźć w dotyczących ich artykułach.

## Historia

### Uniwersytet średniowieczny
Za początek istnienia Uniwersytetu w Cambridge przyjmuje się rok 1209, kiedy w mieście osiedliła się grupa akademików uchodzących z Oksfordu po tym, jak tamtejszy uniwersytet zawiesił działalność w odpowiedzi na powieszenie przez władze miasta dwóch studentów oskarżonych o morderstwo. Początkowo studenci i wykładowcy mieszkali w wynajmowanych w mieście kwaterach, jednak z biegiem czasu zaczęli gromadzić się pod wspólnym dachem w specjalnie wynajmowanych domach – hostelach, gdzie mieszkali i słuchali wykładów. Dokumenty z roku 1226 wspominają po raz pierwszy o mianowaniu Kanclerza Uniwersytetu, który z biegiem czasu zyskiwał coraz większą władzę, w tym także sądowniczą. Do roku 1231 społeczność akademicka w Cambridge okrzepła już na tyle, że zasłużyła sobie na opiekę ze strony króla Henryka III, który wyjął akademików spod władzy jurysdykcji miejskiej oraz zezwolił na pobyt w Cambridge jedynie tym studentom, którzy pobierali nauki u zatwierdzonych nauczycieli. Z roku 1233 pochodzi indult papieża Grzegorza IX, w którym społeczność akademicką w Cambridge określa mianem uniwersytetu. Z kolei papież Mikołaj IV w swoim liście z roku 1290 określił Uniwersytet jako studium generale, co oznaczało między innymi, że uczelnię uznano za mającą zasięg międzynarodowy, a jej wykładowcom dawało prawo nauczania we wszystkich szkołach chrześcijańskiego świata (ius ubique docendi). Status ten potwierdził w swojej bulli z roku 1318 Jan XXII. W międzyczasie, w roku 1284, biskup Ely ufundował pierwsze kolegium Uniwersytetu – Peterhouse. Różnica między kolegiami a hostelami polegała na tym, że te pierwsze posiadały trwały majątek, zwykle zapis fundatora powiększany z biegiem czasu o kolejne darowizny, który zapewniał im istnienie. Początkowo w kolegiach studiowała jedynie niewielka grupa uprzywilejowanych studentów zaawansowanych kierunków (teologii i prawa), podczas gdy większość odbywała studia w hostelach. Z biegiem czasu hostele włączane były w skład kolegiów .

Stary dziedziniec (Old Court) kolegium Corpus Christi – pochodzące z XIV wieku najstarsze zachowane budynki uniwersytetu

Epidemia „czarnej śmierci” z lat 1348–1349, która pochłonęła prawie 40% ludności Anglii, zmniejszyła liczebność studentów i wykładowców, jednak paradoksalnie przyczyniła się do rozwoju uniwersytetu – konieczność odtworzenia elit prawniczych i duchownych kraju skłoniła kilku możnych fundatorów do założenia kolejnych kolegiów. W roku 1381 w Cambridge wybuchły zamieszki, w wyniku których spłonęło archiwum kolegium Corpus Christi; spalono też dokumenty przechowywane w skarbcu uniwersytetu i zmuszono kanclerza oraz rektorów wszystkich kolegiów do zrzeczenia się wszelkich przywilejów nadanych uniwersytetowi. W latach 70. XIV wieku uniwersytet liczył około 700 członków.
W ciągu XIV wieku ukształtowały się demokratyczne ciała kolegialne będące podstawowym elementem samorządności uczelni. Pierwsze były kongregacje (zgromadzenia) magistrów regentów (regent masters), czyli absolwentów z tytułem magistra lub doktora, którzy byli zobligowani do nauczania studentów w ciągu dwóch lat po ukończeniu studiów, co określano mianem regencji (regency). Następnie uformował się Senat, który składał się z dwóch części: Izby Regentów oraz Izby Nieregentów (członków uniwersytetu niezajmujących się nauczaniem). Pojawiło się też zwoływane ad hoc ciało pod nazwą Caput Senatus. Początkowo jego zadaniem było ustalanie programu kongregacji. Ponieważ jego członkami byli akademicy starsi wiekiem i stopniem naukowym, z biegiem czasu zaczęło ono ograniczać wpływy kongregacji złożonych w większości z młodych magistrów regentów.
W XV wieku uczelnia była już w pełni uformowana: istniały wszystkie najważniejsze instytucje, a kolegia miały zapewniony byt dzięki fundacjom. Około roku 1450 uniwersytet liczył mniej więcej 1300 członków. Od wstępujących na uniwersytet wymagano jedynie umiejętności czytania i pisania oraz podstawowej znajomości łaciny. Studenci rozpoczynali w tym czasie naukę w wieku około 15–17 lat. Podstawowymi kursami były trwające siedem lat studia sztuk wyzwolonych (jedynie nieliczni kończyli je w całości ) albo studia w dziedzinie gramatyki, które jednak nie cieszyły się popularnością. Studiowanie polegało na wysłuchiwaniu tekstów czytanych przez wykładowcę i jego komentarzy. Ćwiczenia miały formę dysput prowadzonych między studentami. Także egzaminy polegały na odbyciu dysput z wykładowcami różnych rang. Po uzyskaniu tytułu magistra można było rozpocząć studia zaawansowane: w dziedzinie teologii albo prawa cywilnego lub kanonicznego. Na uniwersytecie wykładano też medycynę, ale był to jeden z najmniejszych fakultetów – do roku 1500 odnotowano jedynie 59 jego absolwentów. Już po dotarciu do Anglii prądów renesansowych, około 1488, program sztuk wyzwolonych został zmodyfikowany w duchu humanistycznym.
W okresie średniowiecza prawie wszyscy studenci uniwersytetu pochodzili z Anglii. Walijczycy, Szkoci i Irlandczycy stanowili zaledwie 1% wszystkich studiujących, a niemal wszyscy nieliczni obcokrajowcy byli zakonnikami.
Na początku XVI wieku ustalił się tradycyjny podział studentów na trzy grupy:
- noblemen – płacili najwyższe czesne, ale zyskiwali możliwość uzyskania stopnia naukowego bez zdawania egzaminów. W kolegiach wraz z innymi zamożnymi studentami określani byli jako fellow commoners, gdyż mieli prawo spożywania posiłków (commons) przy jednym stole ze starszymi członkami kolegium (fellows). Wyróżniali się też bardziej ozdobnymi togami i nakryciami głowy.
- pensioners – płacili niższe czesne, które pokrywało koszty ich nauki i zakwaterowania
- sizars – płacili najniższe czesne lub nie płacili go wcale, ale byli zobowiązani do wykonywania w zamian prac na rzecz kolegium i uniwersytetu (sprzątanie, usługiwanie przy stole, donoszenie opału, pomoc w bibliotece i tym podobne).

### Panowanie Tudorów i reformacja
Jedną z czołowych postaci uniwersytetu pierwszej połowy XVI wieku był Jan Fisher. Pełnił on funkcję rektora dwóch kolegiów i walnie przyczynił się do utworzenia dwóch kolejnych (Christ’s i St John’s). Sprowadził też do Cambridge Erazma z Rotterdamu, którego studia i wykłady w latach 1506 i 1511–14 przyczyniły się istotnie do rozwoju nowego, humanistycznego programu nauczania oraz wzmocniły międzynarodową renomę uniwersytetu. Opracowane przez Erazma wydanie greckiego Nowego Testamentu (Novum Instrumentum) stało się podstawą do teologicznych dyskusji w intelektualnym kręgu pionierów reformacji na uniwersytecie, do którego należeli między innymi Hugh Latimer i John Rogers .
Ważną cezurą w historii uniwersytetu były lata 1535–1546, kiedy to dały o sobie znać konsekwencje zerwania przez króla Anglii z katolicyzmem. Choć debaty nad poglądami Lutra, ich zwalczanie oraz niszczenie jego pism trwały od początku lat 20. XVI wieku, o zwycięstwie reformacji na uniwersytecie zdecydowały nie dyskusje, ale wydarzenia polityczne. W 1536 Henryk zakazał nadawania stopni naukowych w dziedzinie prawa kanonicznego (co oznaczało likwidację tego wydziału) oraz nauczania filozofii scholastycznej, co w praktyce uniemożliwiło Kościołowi katolickiemu kształcenie elit prawniczych i teologicznych. Miejsce zlikwidowanych kierunków zajęło nauczanie języków klasycznych i matematyki, co istotnie podniosło znaczenie i poziom tych dziedzin. Rozwiązanie w 1536 przez Henryka VIII zakonów, a następnie (1539) przejęcie ich majątku podcięło podstawy finansowe uniwersytetu i pogorszyło warunki bytowe studentów, z których wielu kwaterowało w klasztorach i domach zakonnych. W 1545 na dworze planowano całkowitą likwidację kolegiów i przejęcie ich majątku, jednak ostatecznie Henryk VIII zmienił zdanie, a w następnym roku połączył kolegia Michaelhouse i King’s Hall, tworząc w ten sposób kolegium Trinity – największe spośród wszystkich. Celem tego działania było stworzenie instytucji kształcącej nowe elity urzędnicze i prawne dla dworu oraz kler dla Kościoła Anglii. W 1549 dziekanem wydziału teologicznego został mający międzynarodową renomę wykładowcy protestant Martin Bucer.

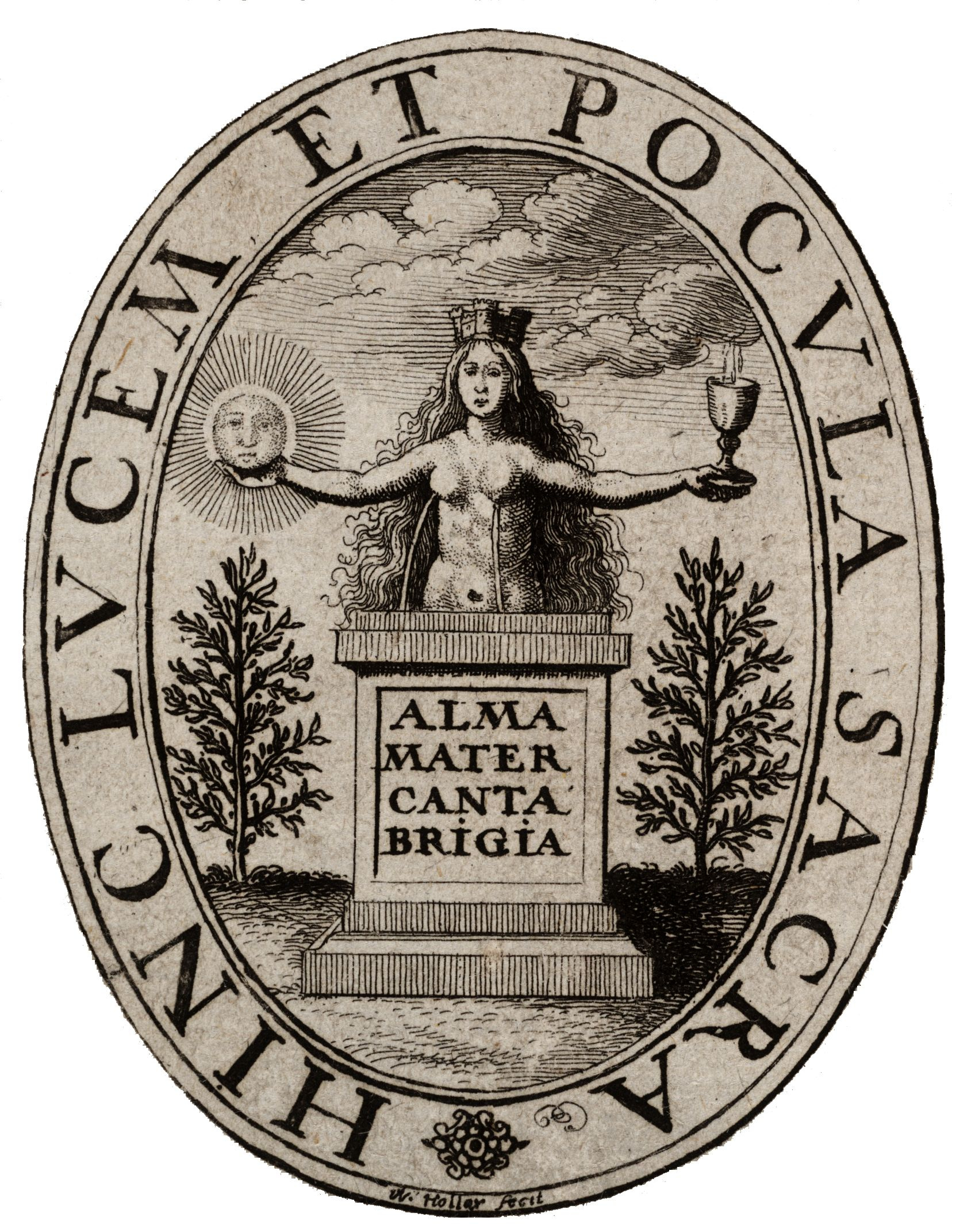
Emblemat Cambridge University Press. Kobieta z odsłoniętymi piersiami symbolizuje Alma Mater (matkę karmiącą), czyli uniwersytet. Trzyma słońce jako źródło światła i kielich, do którego skapują z nieba krople pokarmu duchowego. Wokół motto, które objaśnia rysunek

Lata panowania królowej Marii wiązały się z krótkotrwałą (1553–58) restytucją katolicyzmu na uniwersytecie. Wielu wykładowców, w tym większość rektorów kolegiów, została zmuszona do opuszczenia uczelni. Jednocześnie okres ten zaznaczył się wzrostem liczby studentów oraz rozbudową Kolegium Gonville’a i Caiusa. Po śmierci Marii i objęciu rządów przez Elżbietę I katolicy zostali stopniowo ostatecznie usunięci z uniwersytetu, jednak na sile zaczęły przybierać spory między protestantami, w tym zwłaszcza między anglikanami a purytanami. Spory te nierzadko kończyły się usuwaniem oponentów z zajmowanych stanowisk, a nawet ich więzieniem. Mimo tych problemów liczba kolegiów i studentów nadal się powiększała – pod koniec XVII wieku nauki na uniwersytecie pobierało około 2000 osób. Wzrostowi liczby kolegiów towarzyszył ostateczny zanik instytucji hosteli. Nowe statuty nadane uniwersytetowi w 1570 przez Elżbietę utrwaliły oligarchiczną władzę wicekanclerza i rektorów kolegiów, pozbawiając niemal całkowicie znaczenia kongregacje regentów. W okresie rządów Tudorów zmianie uległa też organizacja studiów i proweniencja studentów. Podczas gdy celem uniwersytetu średniowiecznego było w pierwszym rzędzie kształcenie kleru, ideałem renesansowym było zapewnianie jak najlepszego wykształcenia warstwom panującym. W Cambridge znacznie wzrosła więc liczba studentów pochodzących z zamożnych, szlacheckich i arystokratycznych rodzin. Z kolei wraz ze zmniejszeniem się znaczenia publicznych wykładów, większość działalności edukacyjnej przejęły kolegia .
W 1573 uniwersytetowi nadano herb . Zwyczajowo umieszczana bywa pod nim łacińska dewiza, niebędąca jego częścią: Hinc lucem et pocula sacra (Stąd światło i święte kielichy). Jest ona metaforą uniwersytetu jako źródła oświecenia i strawy duchowej.
W okresie panowania Elżbiety ukształtował się w pełni charakterystyczny dla Cambridge system indywidualnego nadzoru nad edukacją studentów sprawowany przez tutorów. Każdy z tutorów miał pod swoją opieką małą grupę studentów, z którymi często mieszkał w jednym pomieszczeniu bądź budynku. Sprzyjało to ścisłemu nadzorowi i nawiązywaniu bliższych relacji, co było korzystne, zważywszy na bardzo młody wiek ówczesnych studentów. Rolą tutora była pomoc w nauce i doradzanie studentom oraz kontrola ich zachowania i finansów. Tutor dysponował dużą swobodą w planowaniu programu studiów swoich podopiecznych .

### Panowanie Stuartów i wojna domowa
Okres panowania Jakuba I oznaczał dla uniwersytetu stałe utrwalanie dominacji anglikanizmu. Stopniowo, na przestrzeni lat 1604–1616, obowiązek podpisania deklaracji przestrzegania trzech spośród kanonów Kościoła Anglii obejmował kolejne grupy wykładowców i studentów.
Wśród członków uniwersytetu dominowały w tym czasie przekonania rojalistyczne i, co za tym szło, postawy lojalistyczne. Powodowało to narastające napięcie między uczelnią a Izbą Gmin, gdzie zasiadało wielu antyrojalistycznie nastawionych purytan. Dochodziło nawet do nakazywanego przez parlament palenia niektórych teologicznych publikacji członków uniwersytetu .
Wydarzenia angielskiej wojny domowej wpłynęły negatywnie na działalność uniwersytetu. Ponieważ większość studentów i wykładowców była stronnikami króla, podczas gdy władze miasta i jego mieszkańcy opowiedzieli się za parlamentem, tlący się od wieków konflikt między obydwiema stronami przybrał znacznie na sile. O przewadze miasta decydowała obecność żołnierzy Cromwella (skądinąd byłego studenta Uniwersytetu w Cambridge). Nie wykluczano starcia zbrojnego – spodziewająca się tego uczelnia zamówiła w Londynie pewną ilość broni, której większość przechwyciły władze miasta Cambridge. Ostatecznie jednak zaniechano planów oporu i Cambridge, w odróżnieniu od Oksfordu, uniknęło walk, choć skoszarowano w nim część wojsk Cromwella. Straty materialne uniwersytetu były stosunkowo niewielkie: incydentalne sekwestry majątku, dewastacja kaplic kolegiów i kościołów, zburzenie jednego z mostów nad rzeką Cam. Znacznie dotkliwsze były straty osobowe: wielu wykładowców, w tym rektorów kolegiów, uwięziono. Dla „szczególnie złośliwych” członków władz uniwersytetu urządzono nawet więzienie na jednym z dziedzińców kolegium St John’s.

### Lata 1660–1800
Late te oceniane są jako okres stagnacji w dziejach uczelni . W okresie tym nie powstało żadne nowe kolegium.

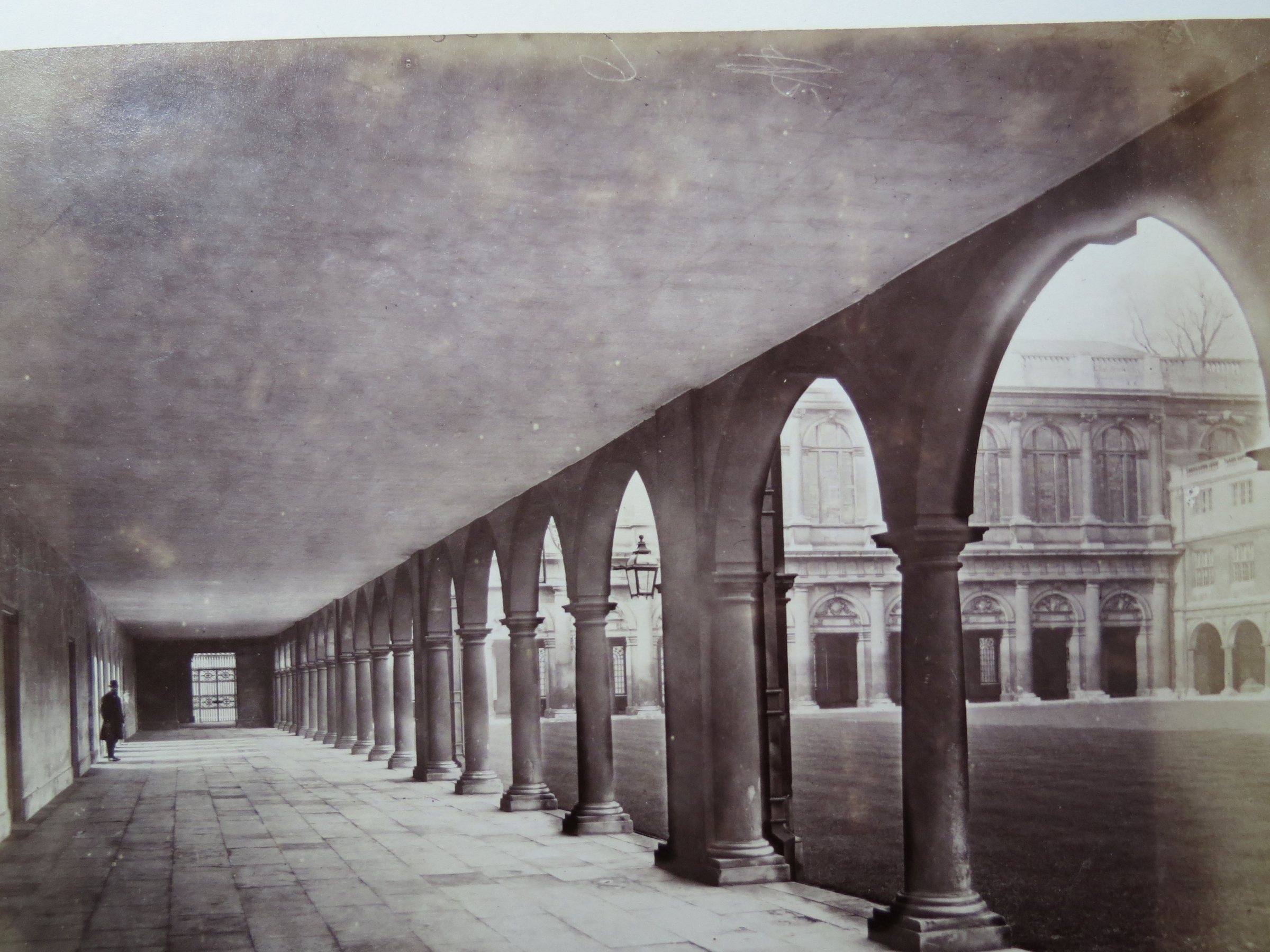
Krużganki Dziedzińca Nevile’a kolegium Trinity, w których Newton eksperymentował, mierząc prędkość rozchodzenia się dźwięku

W okresie Restauracji swoje stanowiska odzyskali rektorzy kolegium usunięci podczas Rewolucji, ale wydalono część wykładowców, którzy poparli Cromwella. Problemem stało się nadawanie przez Karola II fikcyjnych stopni doktorskich i magisterskich na podstawie własnych rozporządzeń – obniżało to poziom nauczania. Konflikt z monarchią zaostrzył się jeszcze za rządów Jakuba II, który na najważniejsze stanowiska mianował katolików, zwalniając ich z obowiązku przysięgania na wierność kanonom Kościoła Anglii. Sytuacja unormowała się stopniowo po objęciu władzy przez Wilhelma III. W mediacjach między uniwersytetem a nowym królem czynny udział brał Isaac Newton – absolwent i wykładowca kolegium Trinity.
Od końca XVII wieku stopniowo wzrastało znaczenie matematyki w programie studiów kosztem nauczania filozofii. Nacisk na umiejętności matematyczne stał się począwszy od wieku XVIII charakterystyczną cechą Cambridge  – do XIX wieku każdy student chcący uzyskać licencjat zobowiązany był do zdania egzaminu z matematyki (Tripos). W 1663 Henry Lucas ufundował profesurę w dziedzinie matematyki (Lucasian Professor of Mathematics) jako pierwszy objął ją Isaac Barrow, a następnie Newton. W 1769 rektor kolegium Trinity Robert Smith ustanowił nagrodę swojego imienia w dziedzinie matematyki i filozofii naturalnej, wręczaną co roku dwóm studentom studiów licencjackich.
W ostatnich dekadach XVIII wieku pojawiły się próby reformy studiów: najpierw w kolegium St John’s , a następnie w Trinity wprowadzono egzaminy dla kandydatów na wykładowców, a następnie dla studentów, których egzaminowano z wielu przedmiotów w trakcie drugiego roku niezależnie od ich statusu . Zasad tych jednak nie udało się wprowadzić w całym uniwersytecie.
W ciągu XVIII wieku znacznie spadła liczba studiujących, osiągając minimum około 1760. Średnio przyjmowano w tym stuleciu 190 studentów rocznie, podczas gdy w latach 1600–1699 około 300.

### Wiek XIX
XIX stulecie było dla Uniwersytetu w Cambridge okresem reform i rozwoju, a także rozbudowy: wzniesiono między innymi gmach Muzeum Fitzwilliam (1837–41) oraz nowe Obserwatorium (1822–23). Nowe budynki otrzymało też wydawnictwo Cambridge University Press (1831–33).
Pomimo zmian zapoczątkowanych w ostatnich dekadach poprzedniego stulecia, stan nauczania w pierwszej połowie XIX wieku nie był zadowalający. Problemem były niski poziom wykładów w kolegiach, brak egzaminów w trakcie studiów, sprzyjający korupcji nieoficjalny system prywatnego tutoringu. Mimo nacisku, jaki kładziono na matematykę, aż do lat 20. poziom jej nauczania odstawał w stosunku do pozostałych uniwersytetów europejskich z powodu zaniedbania w programie studiów analizy matematycznej . Brakowało też sal wykładowych i laboratoriów. Dla oceny i naprawy sytuacji w 1850 powołana została komisja królewska, która dokonała audytu. Swoje wnioski wraz z propozycjami naprawy sytuacji przedstawiła ona w 1852. W kolejnych latach wprowadzano drobne poprawki do systemu egzaminów i zarządzania, brak było jednak głębszych zmian. Zniecierpliwiony rząd powołał w 1856 kolejną komisję, która w 1858 wprowadziła zmiany w statucie: zmieniono dotychczasową Caput Senatus, będącą oligarchią rektorów kolegiów i wicekanclerza, w ciało wybieralne – Radę Senatu (Council of the Senate), a także zrezygnowano z konieczności składania przysięgi na wierność Kościołowi Anglii przez studentów i większość wykładowców (choć nadal jedynie anglikanie mogli być wybierani do Senatu i zajmować urzędy). Ponadto zlikwidowano niektóre urzędy i wprowadzono zmiany w statutach kolegiów ułatwiające zatrudnianie wykładowców niebędących duchownymi i nie utrzymujących celibatu.

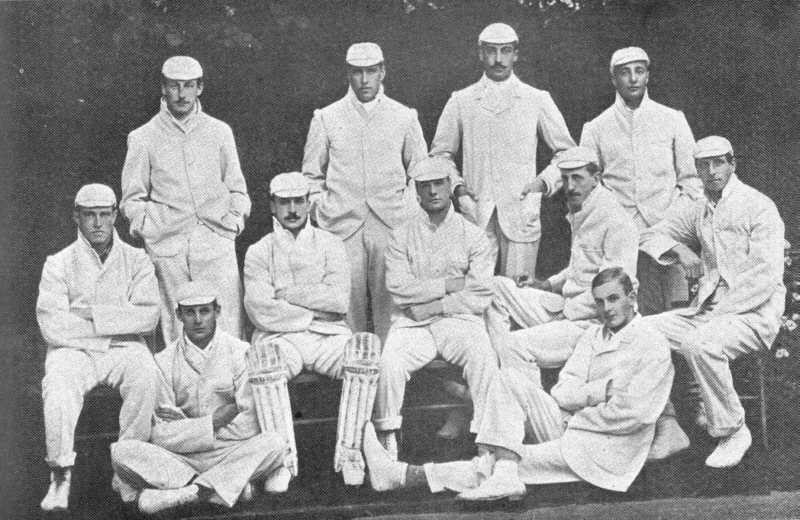
Uniwersytecka drużyna krykieta, 1899

Już w pierwszych dziesięcioleciach XIX wieku daje się zauważyć szybki wzrost znaczenia sportu w uczelnianym życiu społecznym. W 1829 odbył się pierwszy wyścig ósemek Oksford–Cambridge. Popularnymi grami były krykiet i piłka nożna. W latach 80. reprezentowanie swojego kolegium w rywalizacji sportowej było już powszechną ambicją, a reputacja i liczba nowych studentów kolegiów zaczęły zależeć od wyników sportowych osiąganych przez ich członków . Wśród klubów za najważniejsze uchodziły wioślarskie. Oprócz wyścigów ósemek sportowa rywalizacja z Uniwersytetem Oksfordzkim odbywała się także podczas zawodów sportów zimowych (od 1864) oraz meczów rugby (od 1872), piłki nożnej (od 1874) i hokeja na lodzie (od 1890). Popularnym sportem była także wspinaczka – w Cambridge narodziła się brytyjska tradycja nocnych wspinaczek po dachach uczelni. Kult sportu, osiągający rozmiary budzące obawy o jego negatywny wpływ na jakość edukacji, swoje apogeum osiągnął w dwudziestoleciu poprzedzającym wybuch I wojny światowej.
Opublikowanie przez Karola Darwina (swego czasu studenta kolegium Christ’s) w roku 1859 dzieła On the Origin of Species stanowiło wstrząs dla dotychczas spokojnego życia religijnego na uniwersytecie . Praca została odebrana jako podważenie metafizycznych fundamentów chrześcijaństwa. Wielu wykładowców – wśród nich Leslie Stephen i Henry Sidgwick – oraz studentów nie potrafiło już pogodzić swojego agnostycznego światopoglądu z obowiązującą na uczelni chrześcijańską ortodoksją. Narastająca fala sprzeciwu wobec niej doprowadziła do ostatecznego zniesienia w 1871 obowiązku potwierdzania przez wykładowców wierności zasadom anglikanizmu, co otworzyło drogę do karier akademickich między innymi katolikom i żydom. Nowy klimat sprzyjał też wprowadzaniu zmian w kształceniu: utworzono nowe kierunki studiów, w tym archeologię, zoologię, mechanikę stosowaną i ekonomię polityczną. W 1869 po raz pierwszy możliwość studiowania w Cambridge uzyskały kobiety: utworzono dla nich żeńskie kolegium Girton (dwa lata później powstało kolejne – Newnham). Od 1881 kobiety uzyskały też możliwość przystępowania do egzaminów. Od końca lat 60. zaczęła się upowszechniać instytucja wspólnych wykładów – jako pierwsze możliwość uczęszczania na swoje wykłady dało członkom innych kolegiów Trinity. Następnym krokiem była wymiana wykładowców – tu znów pionierem było Trinity, które w 1867 wymieniło się wykładowcami z Kolegium Gonville’a and Caiusa. Był to początek przenoszenia ciężaru nauczania i prowadzenia kosztownych badań naukowych z kolegiów na cały uniwersytet. Wyrazem zwiększonego zainteresowania naukami przyrodniczymi było wybudowanie w latach 1872 i 1873 pierwszego laboratorium umożliwiającego przeprowadzanie eksperymentów fizycznych – Laboratorium Cavendisha – na terenie zlokalizowanego w centrum miasta nowego kompleksu budynków New Museums Site. Na przestrzeni lat 1870–1909 New Museums Site zabudowano nowymi laboratoriami i salami wykładowymi.
Cechą charakterystyczną uniwersytetu od końca XIX wieku stało się jego wyjście poza mury uczelni i miasta. W 1873 po raz pierwszy przeprowadzono oficjalny kurs wykładów poza Cambridge – w Nottingham i Sheffield. Stało się to zaczątkiem działalności edukacyjnej, która z biegiem czasu doprowadziła do powstania tam nowych uniwersytetów. Wcześniej zorganizowano egzaminy dla uczniów szkół (grammar schools) w Cambridge i okolicach. W latach 1873–1892 działało w Cambridge kolegium Cavendish, którego zadaniem było zapewnienie edukacji chłopcom z biednych rodzin. Upadło ono jednak z przyczyn finansowych (a jego budynki przejęło nowo powstające Kolegium Homerton). Uniwersytet zaangażował się też w szkolenie nauczycieli, organizując dla nich kursy. Pod koniec lat 80. zaczęto zabiegać o studentów wyższych lat oraz podyplomowych z innych uniwersytetów, zwłaszcza amerykańskich, tworząc dla nich zachęty do studiowania w Cambridge. Uczelnia otworzyła też dwa pozamiejscowe kolegia (extension colleges), w Exeter (1893) i Colchester (1895), w celu zorganizowania studiów wyższych w tych miejscowościach. Z biegiem czasu rozwinęły się one w pełne uniwersytety.
W roku 1877 powołane zostały przez parlament dwie komisje mające opracować nowe statuty dla Uniwersytetów w Cambridge i Oksfordzkiego. Efektem ich prac były statuty z roku 1882. Utrwaliły one wcześniejszy trend przenoszenia zadań edukacyjnych i naukowych z kolegiów na cały uniwersytet, ustaliły nowe zasady finansowania kolegiów i uniwersytetu, uporządkowały zasady przyznawania etatów wykładowcom. Jednak najbardziej zapamiętane zostało  ostateczne zniesienie powiązania stanowisk naukowych z koniecznością zachowania celibatu i przyjęcia święceń duchownych.
Koniec XIX i początek XX wieku był dla uniwersytetu trudny, ze względu na panujący w tym czasie w Anglii kryzys rolnictwa – ponieważ własność ziemi stanowiła dużą część majątku kolegiów, kryzys ten spowodował istotny spadek dochodów. Uniwersytet (lub poszczególne kolegia) coraz częściej prosił rząd o dotacje. Mimo trudności w okresie tym nastąpił istotny rozwój: przybyło budynków i laboratoriów, otwierano wiele nowych kierunków studiów, w tym inżynierskich i agrotechnicznych.

### Wiek XX
Szybki rozwój uniwersytetu przerwał wybuch I wojny światowej. Duża część studentów została powołana do wojska, zmniejszyła się także niemal sześciokrotnie (z 3263 w 1913 do 575 w 1916) liczba nowo przyjmowanych. Ubyło też pracowników, co ograniczyło możliwości prowadzenia badań naukowych. Na terenach należących do uniwersytetu oraz w budynkach kolegiów skoszarowano wojsko oraz urządzono szpitale i szkoły wojskowe. Cambridge gościło też grupę uchodźców wojennych – studentów i profesorów uniwersytetów belgijskich – którym umożliwiono kontynuowanie studiów i prowadzenie wykładów. Na fali patriotycznych uczuć rada kolegium Trinity pozbawiła prawa do prowadzenia wykładów głoszącego pacyfistyczne poglądy Bertranda Russella. W trakcie wojny służyło w armii 13 878 członków uniwersytetu, z których 2470 poległo .

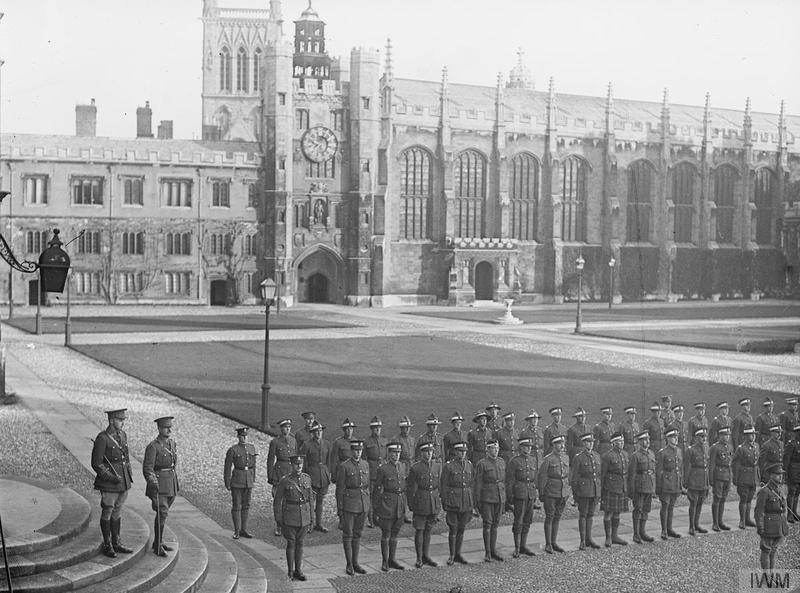
Apel armii brytyjskiej na Wielkim Dziedzińcu kolegium Trinity (1914–1918)

W 1926 uniwersytetowi nadano nowy statut, w którym odebrano uprawnienia legislacyjne Senatowi i przeniesiono je na nowo utworzoną Izbę Regentów. Statut ten zdjął też ciężar kształcenia i prowadzenia badań z kolegiów – zadania te przejęły fakultety. W tym samym roku powstała lotnicza jednostka wojskowa dla studentów Cambridge – University Air Squadron. W 1934 oddano do użytku nową siedzibę biblioteki uniwersyteckiej.
W latach 20. nowe prawa zyskały kobiety. Najpierw, w 1923, przyzwolono na nadawanie im stopni naukowych. Następnie, w 1926, otrzymały prawo zajmowania stanowisk akademickich. Na zostawanie członkami uniwersytetu pozwolono im jednak dopiero w 1948.
II wojna światowa wywarła na życie uniwersytetu mniejszy wpływ od poprzedniej – prace badawcze i edukacja przebiegały bez większych zakłóceń. Liczba studentów obniżyła się do około 60% stanu sprzed wojny, co wynikało z powoływania starszych roczników do służby, podczas gdy nie zmalała liczba nowo przyjętych. Luftwaffe unikała bombardowania Cambridge z obawy przed odwetowym uderzeniem Brytyjczyków na Heidelberg. Od początku wojny na terenie uniwersytetu działała komunistyczna siatka szpiegowska pracująca na rzecz Związku Radzieckiego, tak zwana piątka z Cambridge.
W 1950 przedstawiciele uniwersytetu przestali zasiadać w Izbie Gmin.
W 1972 trzy kolegia kształcące dotąd wyłącznie mężczyzn – Clare, Churchill i King’s jako pierwsze zaczęły przyjmować kobiety na studia licencjackie. Ostatnim kolegium, które się na to zdecydowało, było Magdalene w roku 1982.

## Słynni absolwenci i naukowcy
Absolwenci uczelni nazywani są Cantabrigians lub, bardziej potocznie, Cantabs.
Do 2018 absolwenci Uniwersytetu w Cambridge i pracujący na nim naukowcy zdobyli 98 Nagród Nobla – więcej niż w przypadku jakiejkolwiek innej instytucji na świecie :
- 32 w dziedzinie fizyki
- 26 w dziedzinie medycyny i fizjologii
- 24 w dziedzinie chemii
- 11 w dziedzinie ekonomii
- 3 nagrody literackie
- 2 nagrody pokojowe.

Ośmiu absolwentów Uniwersytetu w Cambridge zostało nagrodzonych Medalem Fieldsa.
Poniżej wymieniono niektóre wybitne osoby związane z uniwersytetem, w tym jego absolwentów.

### Nauka

#### Matematyka, fizyka i chemia
- Isaac Newton – autor trzech zasad dynamiki i prawa powszechnego ciążenia, jeden z twórców rachunku różniczkowego
- Edward Victor Appleton – fizyk, odkrywca jonosfery, laureat Nagrody Nobla
- Francis William Aston – fizyk, konstruktor spektrometru mas, laureat Nagrody Nobla
- Charles Babbage – matematyk, pionier w dziedzinie budowy maszyn liczących
- Henry Cavendish – chemik i fizyk, określił skład chemiczny wody i powietrza
- James Chadwick – fizyk, odkrywca neutronu, laureat Nagrody Nobla
- John Douglas Cockcroft – fizyk, współkonstruktor akceleratora cząstek, laureat Nagrody Nobla
- Dorothy Crowfoot Hodgkin – chemik, rozwinęła metodę rentgenografii strukturalnej białek, laureatka Nagrody Nobla
- Arthur Compton – fizyk, odkrywca zjawiska Comptona i korpuskularnej natury promieniowania elektromagnetycznego, laureat Nagrody Nobla
- Paul Dirac – fizyk, jeden z twórców mechaniki i elektrodynamiki kwantowej, laureat Nagrody Nobla
- Stephen Hawking – astrofizyk, kosmolog
- William Thomson (lord Kelvin) – fizyk, matematyk, autor drugiej zasady termodynamiki
- James Clerk Maxwell – fizyk i matematyk, autor równań Maxwella, odkrywca falowej natury promieniowania elektromagnetycznego
- Augustus De Morgan – matematyk, logik, autor praw de Morgana, wprowadził do matematyki pojęcie indukcji matematycznej
- William Oughtred – matematyk, wynalazca suwaka logarytmicznego
- Osborne Reynolds – zasłynął swoimi pracami z dziedziny dynamiki płynów
- Ernest Rutherford – fizyk, potwierdził istnienie jądra atomowego, odkrywca promieniowania alfa i beta, laureat Nagrody Nobla
- John William Strutt, lord Rayleight – fizyk, odkrywca argonu, pierwszy laureat Nagrody Nobla związany z Uniwersytetem
- J.J. Thomson – fizyk, odkrywca elektronu, laureat Nagrody Nobla
- Alan Turing – kryptolog, twórca pojęcia maszyny Turinga i jeden z twórców informatyki
- John Venn – matematyk, logik, twórca diagramów Venna
- Ernest Walton – fizyk, współkonstruktor akceleratora cząstek, laureat Nagrody Nobla
- Charles Thomson Rees Wilson – fizyk, konstruktor komory Wilsona, laureat Nagrody Nobla

#### Biologia
- Charles Darwin – twórca teorii ewolucji
- Francis Crick – współodkrywca budowy przestrzennej DNA, laureat Nagrody Nobla
- Rosalind Franklin – biofizyk, jej odkrycia w dziedzinie rentgenografii strukturalnej przyczyniły się istotnie do odkrycia budowy przestrzennej DNA
- John Ray – botanik, autor podziału roślin na jednoliścienne i dwuliścienne oraz pierwszej definicji gatunku
- James Watson – współodkrywca budowy przestrzennej DNA, laureat Nagrody Nobla
- Ian Wilmut – embriolog, kierownik zespołu klonującego owcę Dolly

#### Medycyna
- George Budd – lekarz, jako jeden z pierwszych opisał zakrzepicę żył wątrobowych (zespół Budda-Chiariego).
- Robin Coombs – immunolog, współodkrywca testu Coombsa
- Henry Hallett Dale – fizjolog, farmakolog, współodkrywca neuroprzekaźnictwa, laureat Nagrody Nobla
- Francis Glisson – lekarz, anatom i fizjolog
- Stephen Hales – pionier eksperymentalnej fizjologii, wynalazca aparatu do mierzenia ciśnienia tętniczego krwi, zdobywca Medalu Copleya
- William Harvey – lekarz, jako pierwszy opisał dokładnie układ krwionośny człowieka
- Alan Lloyd Hodgkin – biochemik, współodkrywca mechanizmów hamowania i pobudzania błonowego neuronów, laureat Nagrody Nobla
- Andrew Fielding Huxley – fizjolog, biofizyk, współodkrywca mechanizmów hamowania i pobudzania błonowego neuronów, laureat Nagrody Nobla
- Georges Köhler – biochemik, współodkrywca mechanizmu powstawania przeciwciał monoklonalnych, laureat Nagrody Nobla
- César Milstein – biochemik, współodkrywca mechanizmu powstawania przeciwciał monoklonalnych, laureat Nagrody Nobla
- Frederick Sanger – biochemik, twórca metod badania białek i sekwencjonowania DNA, dwukrotny laureat Nagrody Nobla

#### Ekonomia
- John Maynard Keynes – twórca teorii interwencjonizmu państwowego
- Thomas Malthus – twórca statycznej teorii zasobów
- Amartya Sen – ekonomista, laureat Nagrody Nobla

#### Filozofia
- Erazm z Rotterdamu – jeden z czołowych humanistów Renesansu
- Francis Bacon – ojciec empiryzmu
- Marshall McLuhan – teoretyk komunikacji
- Bertrand Russell – twórca filozofii analitycznej, laureat Nagrody Nobla
- Roger Scruton – filozof, pisarz i kompozytor
- Ludwig Wittgenstein – filozof, matematyk, nauczyciel

### Literatura
- George Gordon Byron – czołowy poeta i dramatopisarz romantyzmu
- Samuel Taylor Coleridge – poeta, prekursor romantyzmu
- George Herbert – poeta metafizyczny
- Malcolm Lowry – pisarz, autor Pod wulkanem
- A.A. Milne – pisarz, autor Kubusia Puchatka i Chatki Puchatka
- John Milton – poeta i pisarz, autor poematu Raj utracony
- Vladimir Nabokov – pisarz, autor Lolity
- Charles Kay Ogden – pisarz, krytyk i lingwista
- Samuel Pepys – pamiętnikarz
- Salman Rushdie – pisarz i eseista, autor Szatańskich wersetów
- Alfred Tennyson – największy poeta postromantyzmu wiktoriańskiego
- William Makepeace Thackeray – pisarz, satyryk, autor Targowiska próżności
- William Wordsworth – poeta, prekursor romantyzmu

### Religia
- Thomas Cranmer – jeden z przywódców reformy anglikańskiej, arcybiskup Canterbury
- Jan Fisher – kardynał, humanista, męczennik i święty Kościoła katolickiego
- Ryszard Reynolds – zakonnik, męczennik i święty Kościoła katolickiego

### Polityka
- Arthur Balfour – premier Wielkiej Brytanii, twórca Brytyjskiej Wspólnoty Narodów
- Rupiah Banda – prezydent Zambii
- Austen Chamberlain – minister wielu rządów brytyjskich, laureat Pokojowej Nagrody Nobla
- Oliver Cromwell – lord protektor Anglii, Szkocji i Irlandii
- Edward VII – król Zjednoczonego Królestwa
- Jerzy VI – król Wielkiej Brytanii
- Karol III – król Wielkiej Brytanii
- Lee Kuan Yew – pierwszy premier Singapuru
- Letsie III – król Lesotho
- Małgorzata II – królowa Danii
- Mutebi II – król Bugandy
- Jawaharlal Nehru – pierwszy premier Indii
- Piotr II – ostatni król Jugosławii
- Tunku Abdul Rahman – pierwszy premier Malezji
- Rajiv Gandhi – premier Indii
- 14 premierów Wielkiej Brytanii, w tym Robert Walpole uważany za pierwszego premiera tego kraju

### Artyści, dziennikarze, celebryci
- David Attenborough – biolog, popularyzator wiedzy przyrodniczej, znany z programów BBC
- Graham Chapman – aktor, jeden z twórców grupy Monty Python
- John Cleese – aktor, jeden z twórców grupy Monty Python
- Sacha Baron Cohen – aktor
- Colin Greenwood – muzyk, członek zespołu Radiohead
- Arianna Huffington – twórczyni serwisu The Huffington Post
- Eric Idle – aktor, jeden z twórców grupy Monty Python
- Anita Lasker-Wallfisch – wiolonczelistka[30]
- Hugh Laurie – aktor, scenarzysta, odtwórca głównej roli w serialu Dr House
- Tilda Swinton – aktorka, zdobywczyni Oscara
- Rachel Weisz – aktorka, zdobywczyni Oscara